# Weltliga (Wasserball)
Die Weltliga im Wasserball (engl.: FINA Water Polo World League) ist ein 2002 gegründeter, globaler Wettbewerb für Nationalmannschaften, der vom Weltschwimmverband FINA veranstaltet wird. 2004 wurde die Meisterschaft um einen Damenwettbewerb erweitert. Sieger 2014 wurde bei den Männern die Serbische Wasserballnationalmannschaft und bei den Frauen die USA.

## Geschichte
Der der Weltliga im Volleyball nachempfundene Wettbewerb soll die besten Nationalmannschaften der Welt jährlich über einen längeren Zeitraum an verschiedenen Orten zusammenbringen und zugleich Werbung für die in vielen Regionen wenig bekannte Sportart machen. Der erste Weltliga-Wettbewerb der Männer wurde 2002 mit acht Teams ausgetragen, wobei sich Russland auf der Endrunde in Patras (Griechenland) den Titel holte. Die Frauen folgten 2004 in Long Beach (USA) mit einem Achterturnier, das den ersten Erfolg des bisherigen Rekordgewinners USA brachte.
Deutschland ist mit Unterbrechungen seit 2005 mit beiden Mannschaften dabei und wurde bei den Männern auf der Endrunde des gleichen Jahres in Belgrad (damals Serbien und Montenegro) Dritter, was die bisher einzige Medaille bei diesem Wettbewerb darstellt. 2007 fand das Weltliga-Finale der Männer in Berlin statt und brachte in der Schwimm- und Sprunghalle im Europasportpark beim zweiten Endrundenauftritt einen vierten Platz für den Gastgeber. Deutschlands Frauen qualifizierten sich 2012 erstmals für das Finalturnier und belegten in Changshu (China) Rang sechs unter acht Endrundenteilnehmern.

## Wettbewerb
Der Wettbewerb genießt wie die Weltmeisterschaften oder der FINA Weltcup die volle Anerkennung des Weltschwimmverbands. Der alljährliche Gewinner wird auf einer Endrunde (Super Final) mit Teilnehmern aus mehreren Kontinenten gekürt, die seit 2009 jeweils acht Teams umfasst. Seit 2007 werden bei Männern wie auch Frauen kontinentale Vorrunden ausgespielt, um sicherzustellen, dass eine Endrunde mit Teilnehmern aus verschiedenen Regionen zustande kommt und eine weltweite Repräsentanz der Sportart gegeben ist. 2008 stand bei den Männern erstmals ein kontinentales Vorrundenturnier mit Mannschaften aus Afrika auf dem Programm.
Eine Qualifikation für die Weltliga gibt es nicht; die FINA lädt die wichtigsten Nationen ein und würde in Asien, Afrika und Amerika bei vorhandenem Interesse auch noch weitere Teams zulassen. Die Vorrunden werden aus Kostengründen in der Regel in Turnierform ausgetragen. Bei den Männern sind die europäischen Nationen in der Saison 2008/2009 nach vierjähriger Pause allerdings wieder zu Einzelspielen mit Hin- und Rückkämpfen analog zur EM-Qualifikation im Fußball übergegangen.
Um die Attraktivität zu steigern, wurden einige Regeln angepasst, um die Spiele spektakulärer zu gestalten und mehr Tore zu erzielen. Jedes Spiel ging anfangs über vier Viertel zu je neun Minuten Spieldauer, mit einer zehnminütigen Halbzeitpause. Bei einem Unentschieden am Spielende wird der Sieg durch Freiwürfe entschieden. Die Gruppenphase beginnt im Juli jeden Jahres mit Hin- und Rückspiel in Gruppen. Die Spiele finden in verschiedenen Städten statt. Die besten drei jeder Gruppe spielen in einem Halbfinale gegeneinander. Aus diesen Halbfinalen kommen die jeweils besten drei Teams in die Super Finals im August. Das Team aus dem Land, welches die Halbfinale und das Superfinale ausrichtet, kommt automatisch ins Superfinale. Der Finalsieger erhält 100.000 $.

## Titelträger

### Männer
- 2002 – Russland
- 2003 – Ungarn
- 2004 – Ungarn
- 2005 – Serbien und Montenegro
- 2006 – Serbien und Montenegro
- 2007 – Serbien
- 2008 – Serbien
- 2009 – Montenegro
- 2010 – Serbien
- 2011 – Serbien
- 2012 – Kroatien
- 2013 – Serbien
- 2014 – Serbien
- 2015 – Serbien
- 2016 – Serbien
- 2017 – Serbien
- 2018 – Montenegro
- 2019 – Serbien
- 2020 – Montenegro (Finale verlegt nach 2021)
- 2021 – terminbedingte Absage

### Frauen
- 2004 – USA
- 2005 – Griechenland
- 2006 – USA
- 2007 – USA
- 2008 – Russland
- 2009 – USA
- 2010 – USA
- 2011 – USA
- 2012 – USA
- 2013 – VR China
- 2014 – USA
- 2015 – USA
- 2016 – USA
- 2017 – USA
- 2018 – USA
- 2019 – USA
- 2020 – USA (Finalturnier im Juni 2021)
- 2021 – terminbedingte Absage